# Lecturas Huancas
Lecturas Huancas es una antología de mitos, leyendas, cuentos, tradiciones, fábulas, biografías, anécdotas entre otros recopilados por el peruano Benjamin Gutiérrez Verastegui. Este libro fue publicado por primera vez en 1977 y tiene 190 páginas.

## Contexto y estructura
Los relatos aparecidos en el libro suceden en el departamento de Junín, en los territorios de las actuales provinvias de Jauja, Concepción y Huancayo.
El libro se compone de 5 mitos, 8 leyendas, 6 fábulas, 14 cuentos folklóricos, 5 tradiciones, dos biografías, 4 anécdotas, 3 memorias, 4 épicas huancas, 4 estampas costumbristas, 6 semblanzas regionales, 6 cuentos literarios, resúmenes de 2 novelas de la región e importante información sobre la cultura huanca.

## Temas centrales
Los temas giran en torno a las costumbres, mitos y leyendas de las culturas que se desarrollaron en este territorio y muchas de las cuales perduran en la actualidad.
- Datos: Q5972424